# Shadow Warrior 2
| Агрегатор  | Оцінка      |
| ---------- | ----------- |
| Metacritic | (PC) 78/100 |

| Видання        | Оцінка |
| -------------- | ------ |
| GameRevolution | [ 5 ]  |
| GameSpot       | 8/10   |
| IGN            | 8.6/10 |

Shadow Warrior 2 (укр. Вояк тіні) — відеогра у суміші жанрів шутера та слешера розроблена студією Flying Wild Hog та випущена для Windows 13 жовтня 2016 року, а для PlayStation 4 та Xbox One вийде на початку 2017 року. Гра є сиквелом Shadow Warrior. 

## Сюжет
Головною дієвою особою є Лоу Венг — ніндзя-найманець та майстер Ці. Унаслідок відкриття ним, у фіналі попередньої частини, порталу між світами людей та демонів на Землі настали часи близькі до Апокаліпсису — так зване «Зіткнення». Після ліквідації проникнення світ утримується у відносній рівновазі завдяки угоді між людством та очільниками нечисті що залишилася по сей бік.
Хитке перемир'я опинилося під загрозою відколи портал знов почав збільшуватися. Ситуацію погіршив впливовий олігарх Орочі Зілла, власник компанії «Зілла Дайбацу» та армії найманців «Корпус Зілли», котрий унаслідок експерименту над Каміко — гібридом зачатим демоном та жінкою — породив істоту котра здатна знов повністю відчинити перехід.
Архідемон Мецзу, батько Каміко, планував використати її як біоматеріал для остаточної ліквідації порталу, і зрештою задля повернення її початкової форми стає союзником Лоу Венга котрий, збільшуючи під час виконання завдань клану «Якудза», підпорядкованого тещі Мецзу Мамуші Хайко, свій банківський рахунок, намагається виправити ситуацію, у той же час мусячи зберігати у частині свого мізку дух полукрівки аби повернути її до вилікуваного фізичного тіла. На шляху йому протистоять анархічні демони, ворожі клани, сестра Мецзу Амеона зі своїм пришелепкуватим посіпакою Гоцзу тощо. За союзника Сміт — негр котрий будучи єдиним нащадком поважного японського ковальського клану, за відсутністю інших спадкоємців, отримав у спадок навички батька. Також у процесі присутні Хідео та Ларрі в котрих можливо придбати поліпшення для різних видів озброєння тощо.

## Ігровий процес
Геймплей від першої особи, характерно для жанру, вибудований на динамічному винищенні супротивників за допомоги великого різноманіття вогнепальної та холодної зброї, на фоні відмінно графічно зображеної (як на 2016) місцевості та руйнації елементів її середовища. Під час процесу розчленування ворогів, котре завдяки якісній реалізації графічного рушія є достатньо деталізованим, передбачена динамічна зміна погодних умов. Додатковим засобом є використання пасивних і активних навичок Ці-енергії. Перипетії сповнено коментарями подій з елементами чорного гумору.